# Arquivo & Museu da Resistência Timorense
Arquivo & Museu da Resistência Timorense (em tétum:  Arkivu & Museu Rezisténsia Timorense, em inglês:  The Timorese Resistance Archive & Museum, AMRT) é uma entidade vocacionada para a preservação da memória e do património histórico do povo de Timor-Leste, especialmente junto das camadas mais jovens.
O AMRT define-se como "um protagonista cultural que se propõe realizar, promover e patrocinar ações de natureza cultural, científica e educativa nos domínios da preservação e divulgação da memória da luta de resistência do povo de Timor-Leste, do reconhecimento e valorização social dos veteranos, da consolidação da identidade nacional, da história contemporânea de Timor-Leste e da promoção da paz e do respeito pelos direitos humanos".

## Missão

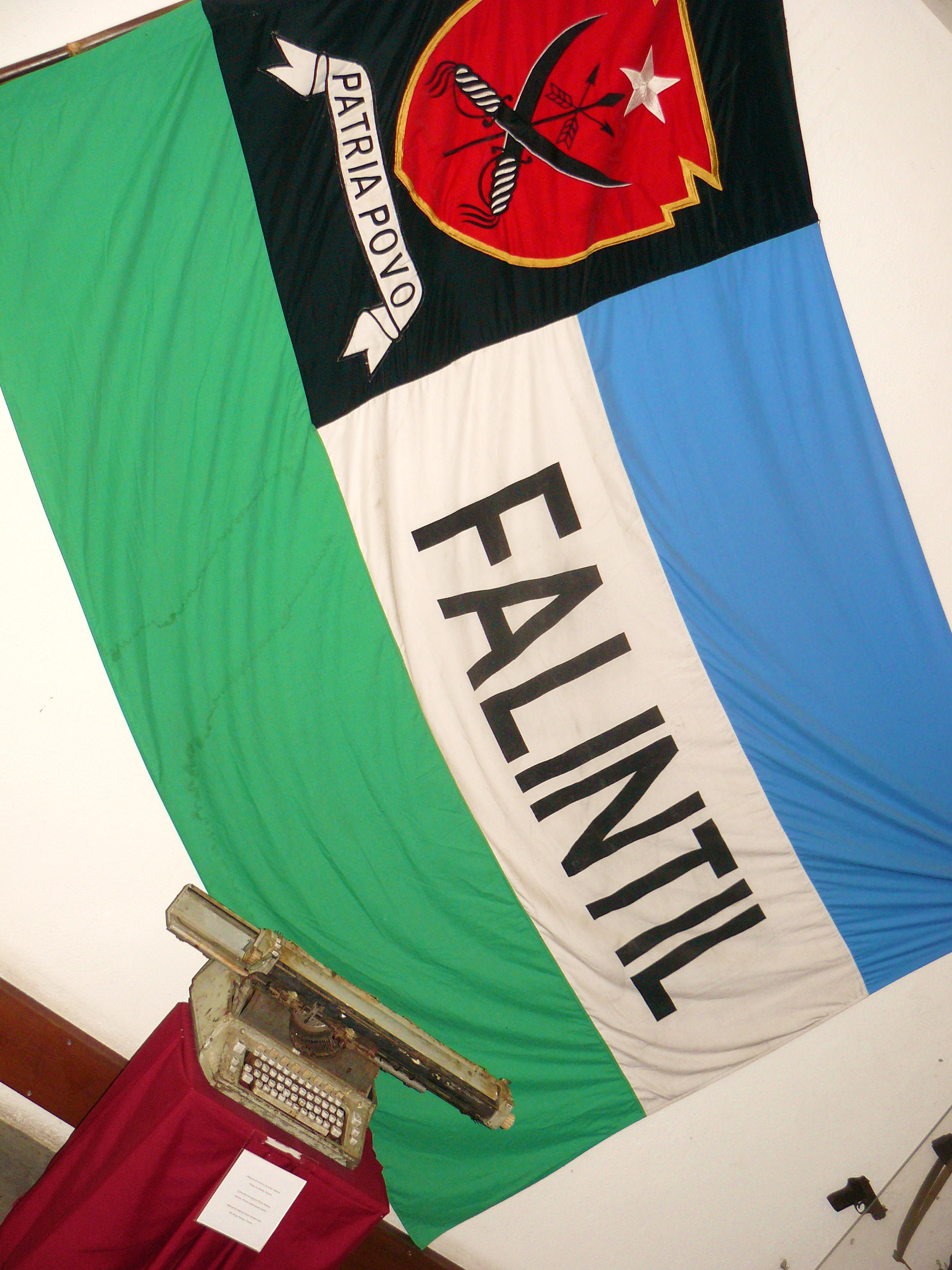
A bandeira das Forças Armadas de Libertação Nacional de Timor-Leste (FALINTIL).

"O Arquivo & Museu da Resistência Timorense tem por missão valorizar, preservar e divulgar a memória da resistência e da cultura do povo timorense, da história contemporânea de Timor-Leste, da dignidade humana e diversidade cultural".
Para assegurar o cumprimento da sua missão, o AMRT conserva, investiga, comunica e expõe coleções de valor histórico, artístico, científico ou de qualquer outra natureza cultural, abertas ao público, ao serviço da sociedade e do seu desenvolvimento. 

## O edifício e projeto de requalificação

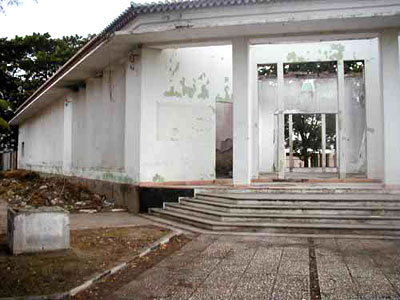
O antigo Tribunal Colonial Português em ruínas.

O edifício de instalação original do AMRT é a antiga sede do Tribunal Colonial Português, que havia sido parcialmente destruído e incendiado durante os acontecimentos de setembro de 1999, tendo sido reconstruído para abrigar o AMRT. O projeto arquitetónico de linhas sóbrias e traços da imponência característica dos edifícios públicos da época, apresenta uma área edificada de cerca de 1 325 m², a que acrescem 1 200 m² de área ajardinada circundante.
A primeira fase da sua reconstrução decorreu em 2005, de acordo com a prévia definição de um programa de utilização que, desde logo, previu o seu posterior alargamento, de modo a conseguir-se a requalificação global do edifício e a instalação das diferentes valências para ele previstas, em termos que assegurassem o alargamento gradual da prestação de serviços à comunidade.
Os meios financeiros disponíveis e mobilizáveis apenas permitiam a reconstrução imediata da área central do edifício, ocupando cerca de 500 m², sem prejuízo de se ter estudado a requalificação de todo o edifício, definindo-se também desde logo a manutenção da sua traça exterior.
O projeto, da autoria da arquiteta Tânia Bettencourt Correia, atendeu aos objetivos prioritários de ocupação dessa área central: a instalação do Arquivo da Resistência, disponibilizado em suporte digital, e do Museu da Resistência, reunindo objetos, imagens e sons representativos desse passado recente.

## Inauguração das novas Instalações do AMRT

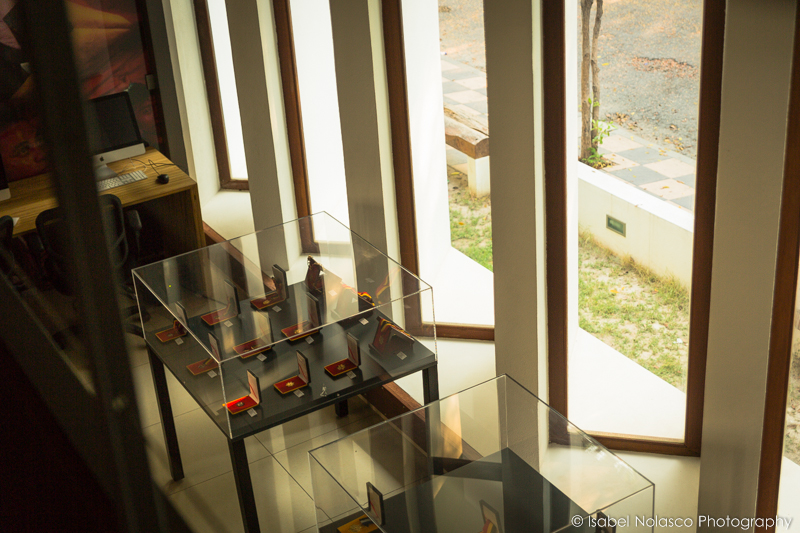
Sala de leitura.

No dia 20 de maio de 2012, assinalando o 10.º aniversário da restauração da independência de Timor-Leste, o AMRT foi inaugurado em Díli pelo então presidente da República, Taur Matan Ruak. Na mesma ocasião, foi possível instalar a Exposição Permanente do Arquivo & Museu da Resistência Timorense e, bem assim, abrir ao público a primeira Exposição Temporária, organizada pela Secretaria de Estado da Cultura e constituída por peças da coleção do futuro museu nacional. A inauguração contou com a presença do primeiro-ministro timorense, Xanana Gusmão, e do então presidente da República Portuguesa, Aníbal Cavaco Silva.

## Exposição permanente "Resistir é Vencer"

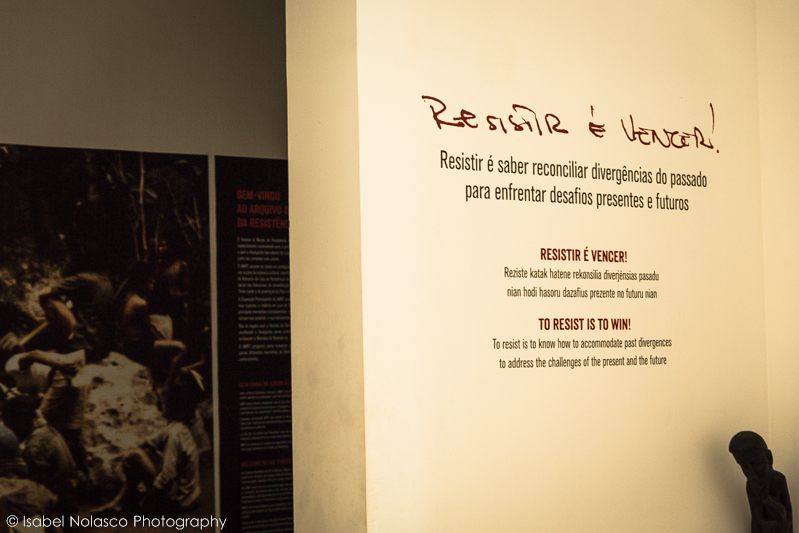
Resistir e vencer.

A Exposição Permanente do Arquivo & Museu da Resistência Timorense pretende dar a conhecer a história da luta de resistência do povo de Timor-Leste, evocando os seus principais momentos e protagonistas, recorrendo às mais modernas tendências museológicas e, sempre que possível, à sua representação audiovisual.
O AMRT programa ainda organizar com regularidade exposições temporárias que ilustrem outros diferentes momentos da história de Timor-Leste, contribuindo para o seu estudo e conhecimento.

## O Arquivo da Resistência Timorense
A Fundação Mário Soares (FMS) estabeleceu, ao longo da sua atividade, numerosos acordos de cooperação com diferentes instituições de Portugal e de outros países da Comunidade dos Países de Língua Portuguesa (CPLP). Nesse âmbito, foram desenvolvidas ações de conservação, de formação, de informatização e de transferência de suporte de fundos documentais relevantes dessas instituições. 
Em janeiro de 2013, a FMS desenvolveu um portal, tendo em vista disponibilizar na Internet numerosos fundos documentais, quer de origem portuguesa, quer oriundos de outros países de língua oficial portuguesa, dando assim mais um passo no fortalecimento das relações de cooperação estabelecidas ao longo de vários anos.
A migração do Arquivo da Resistência Timorense para este portal permitiu novas funcionalidades e a incorporação de novos suportes audiovisuais. Para além de poder ser acessível a partir de qualquer ligação à Internet, foi ainda instalado na Sala de Leitura do AMRT, de livre acesso e diariamente aberta ao publico, uma versão local do arquivo, sem qualquer necessidade de ligação à Internet, sendo por isso permanente, mais estável e seguro. 